# Académie des beaux-arts Jan-Matejko de Cracovie
Pour les articles homonymes, voir Académie des beaux-arts.
L'Académie des beaux-arts Jan-Matejko de Cracovie est un établissement public d'enseignement supérieur et de recherche fondé à Cracovie en 1818 sous le nom Académie des beaux-arts de Cracovie.

## Historique

### XIXesiècle
Créée en 1818, cette institution pédagogique changea par trois fois d'appellation. Elle se nomma d'abord « École de dessin et peinture » (années 1818-1873), puis « École des beaux-arts » (années 1873-1900) enfin au XXe siècle elle prit le nom d'« Académie des beaux-arts ».
À ses débuts, l'école de dessin et peinture était rattachée au département de littérature de l'université Jagellonne. En 1833, elle fusionna avec l'Institut de technologie de Cracovie. En 1873, l'école reçut le statut d'établissement d'enseignement supérieur et changea de nom. 
Son premier directeur fut le célèbre artiste peintre polonais Jan Matejko.

### XXesiècle
Parmi les recteurs qui furent à la tête de cette Grande École, Julian Fałat, qui se distingua pour l'énergie et le dynamisme qu'il dépensa pour le rayonnement de son institution. Avec lui, son établissement prit le titre d'Académie des beaux-arts ; il introduisit deux nouveaux départements pédagogiques, le graphisme et l'architecture. Il favorisa l'émergence d'un panel d'artistes et autant de courants artistiques. De nombreux peintres eurent leurs entrées à l'académie, tels que Théodor Axentowicz, Jacek Malczewski, Jan Stanisławski, Leon Wyczółkowski, Konstanty Laszczka, Józef Mehoffer, Stanisław Wyspiański, Anton Manastirski, Wojciech Weiss, Józef Pankiewicz et Bronisław Chromy, ce dernier devenant même recteur de l'Académie des beaux-arts. 
En 1918, la Pologne obtint son indépendance confirmée par le Traité de Versailles. Un certain nombre d'étudiants se rendirent à Paris dont Józef Pankiewicz et Józef Czapski où ils fondirent avec d'autres artistes polonais un courant artistique coloriste qu'ils appelèrent Kapizm (Komitetu Paryskiego en français : Comité de Paris). En 1925, le courant coloriste devint une division de l'École des beaux-arts de Paris.  
En 1979, l'Académie des beaux-arts de Cracovie prit le nom de son premier directeur, Jan Matejko.

## Enseignements
L’Académie des beaux-arts de Cracovie propose un grand nombre de parcours pédagogiques ou cursus universitaires.
- Département de design d'intérieur et de l'Ameublement
- Département de design d'exposition
- Département de conception générale
- Département de design industriel
- Département de l'espace et couleurs
- Département des arts visuels
- Département des arts graphiques
- Département de dessin et peinture
- Département de design graphique
- Département de film d'animation, photographie et médias numériques
- Département de la conservation et la restauration des œuvres d'art
- Département de la conservation et la restauration des peintures murales
- Département de sculpture de conservation et la restauration
- Département des travaux de la technologie et d'informatique de l'art
- Département d'histoire et théorie de l'art polonais de préservation
- Département de physique appliquée
- Département de chimie de conservation
- Département de la peinture
- Département de sculpture
- Laboratoire photographique

## Élèves notables
- Tytus Czyżewski, peintre et critique d'art, en 1902-1907.
- Alfred Halasa (1942-), designer et affichiste.
- Maria Jarema (1908-1958), peintre fondatrice du Groupe de Cracovie (pl).
- Angelika Kaufmann (1935-), illustratrice autrichienne.
- Oleksa Novakivskyi (1872-1935), peintre.
- Sam Ringer (1918-1986), peintre, de 1937 à 1940 et en 1946.
- Jacek Sroka (né en 1957), peintre et graveur.
- Józef Szajna (1922-2008), diplômé en graphisme et en scénographie.
- Józef Wilkoń (1930- ), peintre, illustrateur et sculpteur.
- Zbigniew Żupnik (1951-2000), atelier peinture.